# Something More Abstract
«Something More Abstract» (inglés: Algo más abstracto) es la octava pista de la versión relanzada de Yoko Ono/Plastic Ono Band de 1997, bajo la discográfica Rykodisc.
A pesar de haber sido grabada en octubre de 1970 junto con el resto de las canciones del álbum, se desconoce porqué fue omitida del lanzamiento original.

## Composición
Esta pieza es básicamente una improvisación de apenas 44 segundos, en la que suena la batería, guitarra y bajo de fondo durante un momento y Yoko llamando a Lennon diciendo "it's something more abstract" (de aquí el título).
Junto con "Open Your Box", son las únicas canciones del álbum (versión de relanzamiento) en la que prevalece lo hablado por sobre gorjeos o espasmos.

## Personal
- Yoko Ono - voz
- John Lennon - guitarra
- Ringo Starr - batería
- Klaus Voormann - bajo

## Producción
- Yoko Ono - compositora, productora
- John Lennon - productor
- Phil McDonald, John Leckie - ingenieros